# Hussein Tawbe
Hussein Tawbe, né le 16 juillet 1982, est un joueur libanais de basket-ball.

## Palmarès
- Finaliste du championnat d'Asie 2007